# Пълномощно
Пълномо̀щното е документ, обикновено нотариално удостоверен, който дава и потвърждава правото на посоченото в него лице (пълномощник или упълномощен) да извършва от името и за сметка на лицето, издало документа (упълномощител), конкретни действия, включително и разпоредителни, като представлява упълномощителя пред лица, организации и институции.
| „                                                   | Настоятелството натоварва .. болградския примарий М. Радионов, снабдявайки го с надлежно пълномощно, заверено от руски консул в Браила, да отиде в Одеса, да се отнесе към властите за съдействие и да приведе в ред сметките на дружеството с покойния Тошков. | “ |
| Михаил Арнаудов, Българско книжовно дружество, 259. | |   |

или практически пример:
| „ | Заявлението се подава лично или от упълномощено лице с нотариално заверено пълномощно. | “ |

## Етимология
Етимологията на думата пълномощно е от пълномощие – власт или право, дадени някому; права дадени на длъжностно лице или учреждение от орган на власт. Думата е калка от plenipotentia (от латински plenus „пълен“ и potens „мощен“) или, вероятно чрез полномочие (руски), при което калкирането е опосредствано от Vollmacht (немски).

## В правната теория
Като правна сделка пълномощното се учредява само и задължително доброволно. За да съществува упълномощаване, е необходимо волеизявлението само на упълномощителя. В българската доктрина пълномощното се приема като едностранна правна сделка.
Упълномощаването не е договор за поръчка (мандат).
Други едностранни правни сделки са: завещанието, отказът от наследство, чекът, менителницата, записът на заповед и др.

## В законодателството на България
В българското право, – в Закона за задълженията и договорите (ЗЗД) е записано „пълномощие“ и „упълномощаване“ (чл. 37 и чл. 41). ЗЗД регламентира основно материята на пълномощното (от чл. 36 до чл. 44).
Упълномощителят определя размера на правата, записани в пълномощното. Всички действия, които упълномощеното лице осъществи, се извършват от името и в полза на упълномощителя.
Упълномощеното лице е задължено по закон да не вреди на упълномощителя.
Търговският закон (ТЗ) на Република България също регламентира пълномощно – в сферата на търговското представителство. В Глава Шеста – „Търговско представителство“, Раздел I – „Търговски пълномощници“,
„Прокурист (търговски управител)“, чл. 21. (1) ТЗ – прокуристът е физическо лице, натоварено и упълномощено от търговец да управлява предприятието му срещу възнаграждение. Упълномощаването може да бъде дадено на повече от едно лице за отделно или съвместно упражняване. Упълномощаването на прокуриста (прокура) трябва да бъде с нотариално заверени подписи и да се заяви от търговеца за вписване в търговския регистър заедно с образец от подписа на прокуриста.

## Исторически
Древният Рим не познава упълномощаването в началния си период. Впоследствие се появява фигурата на придобиване на владение чрез представител – управител за сметка на представлявания.
За първи път Хуго Гроций (1625 г.) пише за договорно представителство.
Робер Жозеф Потие (1767 г.) във Франция разработва правния институт на представителството, но на базата на мандата.

## В книжовния език
В българската книжнина пълномощно има значение на документ (писмо), който удостоверява правото на някого да действа от името на лицето или институцията, които са го издали; пълномощно писмо.
„Събранието най-сетне можеше да започне. Ти (Волов) се страхуваше от предателство и по твое предложение специална комисия провери повторно пълномощните на депутатите — да не би между толкова хора да се беше промъкнал и някой турски шпионин.“ Николай Никифоров, „Панайот Волов“, 1973 г., стр. 88
„За да се легитимира, гостът [на Бенковски] му подаде пълномощното си, подписано от Волов като „главен двигател на западна Тракия“. Людмил Стоянов „Бенковски. Единъ фантастиченъ животъ. Роман-хроника. София: Древна България“, 1930 г., стр. 60
„Той ми написа едно пълномощно, …, подписано само от него и подпечатано с частния му печат, в което пълномощно са казваше, че аз съм негов помощник и имам право да съставям комитети в ІV окръг.“ Захари Стоянов, „Записки по българските въстания“, І, 291.